# Baveno
Baveno (piemontiul: Baven) település Olaszországban. Lakosainak száma 4681 fő (2023. január 1.). Baveno Gravellona Toce, Stresa és Verbania községekkel határos.

## Népesség
A település népességének változása:
| Lakosok száma | 4959 | 4910 | 4883 | 4681 |
|               | 2015 | 2017 | 2018 | 2023 |